# 關關
關關，字文祖，元朝将领，温县人。
察罕帖木儿举兵，关关募义勇万余人归附，授招讨上百户，佩银符。参与击破韩咬儿，攻克汝宁、钧州、许州等地，关关先登。深州民变军攻打河南，察罕帖木儿派关关抵御，民变军退走，关关升任为上千户。关关击破荥阳之敌。民变军再屯八角。当时韩林儿据汴梁，分兵四掠，察罕帖木儿派关关定陕州、虢州等州，以功进升为颖、息招讨五万户。至正十九年八月，和阎思孝、李克彝、虎林赤等人攻破汴梁。红巾军败走，入陕西，关关追至凤翔，率军守高平。转任河东宣慰司副使，进升为河南行枢密院判、本院同佥。率所部守怀庆，招募流亡，远近归附。迁定远大将军。改任为河南行省参知政事，从察罕帖木儿讨山东，攻克高唐、虞城，擒骁将王达儿等。抵达泺陂，夺船二百余艘，断敌粮道。进升为行省左丞。攻济南，红巾军刘平章等以三万人抵御，关关率弱卒引诱，伏兵前后夹击红巾军。进升为右丞，赐金带一。改守怀庆，进同知河南行枢密院事。五十三岁去世，追赠推忠协义宣力功臣，谥康定。